# Firestorm – Brennendes Inferno
Firestorm – Brennendes Inferno (Originaltitel: Firestorm) ist ein US-amerikanischer Action-Thriller aus dem Jahr 1998, der von 20th Century Fox produziert wurde. Regie führte Dean Semler. Die Weltpremiere fand am 7. Januar 1998 in Westwood statt. In Deutschland lief der Film erstmals am 28. Mai 1998.

## Handlung
Jesse gehört zu einer Spezialeinheit, den so genannten Feuerspringern („Smokejumpers“), die in Wyoming im Fall von Waldbränden mit Fallschirmen in unzugänglichen Gebieten abspringen, etwa um dort Gegenfeuer zu legen oder Feuerschneisen zu schlagen.
Eines Tages entsteht ein Waldbrand, der von Bodentruppen gelöscht werden soll. Es werden dabei Insassen einer nahe gelegenen Haftanstalt eingesetzt. Der skrupellose Sträfling Shaye will diese Gelegenheit zum Ausbruch nutzen. Er hat das Feuer legen lassen – als Teil eines perfiden Plans, den er mit Hilfe seines korrupten Anwalts und einiger Mitgefangener umsetzen will. Während der Löscharbeiten überwältigen und töten die Komplizen ihre Aufseher. Die übrigen Häftlinge lassen sie im Transportfahrzeug eingesperrt zurück. Als Feuerwehrleute getarnt entfliehen die Verbrecher, während sich das Feuer nun ungehindert weiter ausbreitet.
Auch die Biologin Jennifer, die im Wald Vögel studiert, wird von dem Feuer überrascht. Beim Versuch zu entkommen läuft sie den vermeintlichen Feuerwehrleuten in die Arme, die sie – zunächst ohne ihr Wissen – als Geisel mitnehmen. Jesse lässt sich derweil zum Waldstück fliegen, wo er ein Gegenfeuer legt. Auf dem Rückweg erspäht er die Gruppe und springt ab um ihnen zu helfen. Die Basis der Feuerspringer ist inzwischen aufmerksam geworden, da die Bodenmannschaft nicht auf Funkrufe antwortet. Feuerwehrchief Wynt eilt zur Hilfe und kann die Gefangenen im letzten Moment retten.
Als die Gruppe um Shaye eine Forsthütte erreicht, gibt dieser die Tarnung auf. Er befiehlt Jesse zu töten, nutzt zugleich aber die Situation, um sich eines seiner Komplizen zu entledigen. Jesse entkommt jedoch mit einem Motorrad und kann Jennifer befreien. Allerdings gibt es für beide Parteien nur eine Richtung, um dem Feuer zu entfliehen. Unterwegs bringt Shaye auch die anderen beiden Komplizen um, um das ihnen versprochene Geld zu sparen. Es kommt erneut zur Konfrontation, bei der Jennifer wiederum in Shayes Gewalt gerät.
In der Feuerspringer-Basis zeichnet sich indes ab, dass ein gewaltiger Feuersturm bevorsteht und Jesse sich direkt darauf zubewegt. Chief Wynt beschließt ihm zu Hilfe zu kommen. An einem See begegnen sie sich. Jesse stellt Wynt zur Rede, den er im Verdacht hat, das Feuer gelegt zu haben. Dieser gibt zu, des Geldes wegen gehandelt zu haben. Gemeinsam versuchen sie Jennifer aus Shayes Gewalt zu retten, als der Feuersturm gerade beginnt. Im Showdown werden sowohl Wynt als auch Shaye getötet. Jesse und Jennifer überleben die Katastrophe nur knapp.

## Kritik
- Thomas Poß auf zelluloid.de: „Firestorm“ überzeugt nicht durch eine innovative Handlung, aber die Flammenhölle ist ganz nett anzusehen und spannend ist der Film eigentlich immer.[2]

- Richard Oehmann auf artechock.de: Da die Feuersbrünste, die Bösen und auch der gute alte Scott Glenn […] nicht weiter aufwühlend sind, sondern zusammengenommen den Eindruck einer auswuchernden Lassie-Folge machen, konzentriert sich der Film mit Bedacht auf den wohl langweiligsten leading actor des ausgehenden Jahrhunderts […] was durchaus reicht, um seine Farrah-Fawcett-artige Partnerin vor dem Feuersturm, nicht aber Firestorm selbst zu retten.[3]